# 全国新制大学野球連盟
全国新制大学野球連盟（ぜんこくしんせいだいがくやきゅうれんめい）とは、日本における戦後に誕生した新制大学の硬式大学野球部による全国大会を開催するために組織された団体である。

## 略史
日本での硬式の大学野球は、戦前の旧制大学と旧制高等学校および旧制専門学校（大学専門部、師範学校など）が戦後の学制改革を経て新制大学として整理されるまでは、一括して学生野球として呼ばれていたが、旧学制（旧制）の下で大学、高校、専門学校、師範学校（1943年3月まで中等学校相当の扱い）など、学制別に分かれた連盟を組織していた。
全国的な組織も前述の学制別に別れたもので、現状のように学生野球界全体を統括する組織はまだなく、全国規模の大会も唯一、四帝大野球連盟が主催していた全国高等専門学校野球大会があるのみで（同連盟はのちに分裂）、幾つか存在する大学野球リーグも、めいめいにリーグ戦を行い、師範学校は全国中等学校野球大会などの中等学校の大会に参加している状態であった。
また、その段階で組織されていた大学野球リーグ、高等実業専門学校リーグなども旧制の下において高等実業専門学校から大学へ昇格する学校もあり、そのような過渡状態の中で、同じリーグの中に大学と高等実業専門学校が混在するリーグも少なくなく、軍国体制下における国内情況などもあり、全国的な統一組織結成の機運を鈍くさせる遠因にもなっていた。
こうした中、学制野球界では、戦況激化に伴う戦中の中断から、終戦後の1946年には戦前から旧制大学の有力校が集まっている東京六大学野球連盟、東都大学野球連盟、関西六大学野球連盟（旧連盟。以下、旧関六）の各大学リーグがあいついで再開し、1947年には秋季リーグ戦後に大学野球の王座を決定するために全国大学野球連盟を結成した。
一方、戦前から続いていた全国高等専門学校野球大会も、終戦による再開後、1948年まで行なわれていたが、1947年から1949年の間に行なわれた学制改革の結果、旧制大学と旧制専門学校の全てが新制の大学として統合整理された。それを受けて学生野球界でも全国高等専門学校野球大会に代わる全国大会を実施する為に、全国新制大学野球連盟を1949年に発足。同年から全国新制大学野球選手権が開始された。なおこの大会と連盟には先の全国大学野球連盟を組織した、東京六大学、東都、旧関六は参加していない。
以後この全国大会は1949年から1951年まで3年に渡って行なわれたが、全国大学野球連盟と全国新制大学野球連盟を合併して真の大学日本一を決定しようという動きが徐々に大きくなった結果、1952年には統一された全国大会を開催する運びとなり、全国新制大学野球連盟を発展的に改称し、新しい全国大会を主催する為に1952年1月に全日本大学野球連盟が発足し、同年8月には、全国から8連盟（3大学連盟と5地区連盟）の春季の優勝校が出場し第1回の全日本大学野球選手権大会が明治神宮野球場で開催された。
こうして1949年に誕生した全国新制大学野球連盟は3年間の短い期間ながら、次のステップへの橋渡しとして歴史的を役割を終えて1951年に発展的な解散をした。
以下に、少ないながら確認出来ている当時の情況を示すものを記す。

### 第1回大会
『松山商科大学野球部史』によれば8校が出場し、藤井寺球場で8月4日から6日にかけてトーナメント戦が行われたという。
出場校
- 東北学院大学
- 宇都宮大学
- 青山学院大学
- 横浜市立大学
- 南山大学
- 京都薬科大学
- 松山商科大学
- 九州歯科大学

決勝戦：松山商科大　5-2　横浜市立大

### 第2回大会
出場校
- 小樽商科大学（北海道地区）
- 東北大学（東北地区）
- 茨城大学
- 青山学院大学
- 横浜市立大学
- 岐阜薬科大学（中部地区）
- 近畿大学（近畿地区）
- 松山商科大学（中国四国地区）
- 西南学院大学（九州地区）

決勝戦：近畿大学　4-2　横浜市立大学

### 第3回大会
決勝戦：横浜市立大　17-0　松山商科大

## 沿革
- 1949年　全国新制大学野球連盟を結成。全国新制大学野球選手権を実施
- 1951年　第3回全国新制大学野球選手権の終了後、翌年から全国大学野球連盟と合同で全国大会を実施する運びとなり、全日本大学野球連盟の結成に向けて発展的解消をする。